# 1349년 노동자 조례
1349년 노동자 조례(Ordinance of Labourers 1349)는 잉글랜드 노동법의 시초로 생각되고 있다. 임금을 동결하고 가격 상한을 부과하며, 60세 이하의 모든 이들은 일해야 한다는 것을 그 골자로 한다.

## 법의 배경
1348년 ~ 1350년, 잉글랜드에서의 흑사병 창궐에 따라 이 조례가 만들어졌다. 이 창궐 당시 인구의 30 ~ 40%가 죽었다. 인구 감소의 결과 농업 노동력이 부족해져 그 수요가 급등했다.
지주들은 노동자들의 임금을 올려 줄 것인지, 아니면 땅을 놀릴 것인지 선택해야 했다. 노동자들의 임금은 계속 상승했고, 상품의 생산 단가가 함께 올라감에 따라 물가가 비싸져 인플레이션이 발생했다. 부유한 엘리트들은 급작스런 경제적 변동에 고통받았다. 노동력을 고용하는 것이 어려워지자 불만이 발생했다. 존 가워는 흑사병 창궐 이후의 노동자들이 일은 쥐꼬리만큼 하고 대가만 엄청 요구한다면서 그들을 비난했다.
이에 따라 1349년 6월 18일 에드워드 3세가 본 조례를 발표하게 되었다.

## 법의 내용
다음과 같은 것들이 규정되었다.
- 60세 이하의 모두는 일해야 한다.
- 고용주는 노동자를 과잉 고용해서는 안 된다.
- 고용주는 대역병 발생 이전 수준의 임금을 받지 않으려는 노동자에게 임금을 아예 주지 않아도 된다.
- 음식물의 가격은 합리적으로 책정되어야 하며 잉여 이득이 발생해서는 안 된다.